# (100387) 1995 WJ4
(100387) 1995 WJ4 es un asteroide perteneciente al cinturón de asteroides, descubierto el 20 de noviembre de 1995 por Takao Kobayashi desde el Observatorio de Ōizumi, Ōizumi, Japón.

## Designación y nombre
Designado provisionalmente como 1995 WJ4.

## Características orbitales
1995 WJ4 está situado a una distancia media del Sol de 2,996 ua, pudiendo alejarse hasta 3,487 ua y acercarse hasta 2,504 ua. Su excentricidad es 0,163 y la inclinación orbital 8,433 grados. Emplea 1894 días en completar una órbita alrededor del Sol.

## Características físicas
La magnitud absoluta de 1995 WJ4 es 14,6. Tiene 6,036 km de diámetro y su albedo se estima en 0,092.